# مونيكا هانان
مونيكا هانان (بالإنجليزية: Monica Hannan)‏ هي صحفية أمريكية، ولدت في 1961.